# Vatrogasni zbor Države Vatikanskog Grada
Vatrogasni zbor Države Vatikanskog Grada (tal. Corpo dei vigili del fuoco dello Stato della Città del Vaticano) je vatrogasna brigada Države Vatikanskog Grada. U sadašnjem obliku osnovao ga je papa Pio XII. 1941. godine, iako su njegovi korijeni mnogo stariji.
Zaštitnici Zbora su papa Lav IV., kojemu predaja pripisuje čudesno gašenje požara u okrugu Borgo (događaj predstavljen Rafaelovom freskom Požar u Borgu) i sveta Barbara, ujedno i zaštitnica vatrogasaca u Italiji. Obljetnica proslave Zbora je 4. prosinca.
Politički, vatikanska vatrogasna brigada je pod nadzorom Ravnateljstva za sigurnosne službe i civilnu obranu, otkako je to tijelo pravno osnovano 16. srpnja 2002. godine.